# 宮城野馬五郎 (1826年生)
宮城野 馬五郎（みやぎの うまごろう、1826年（文政9年） - 1889年（明治22年）8月17日）は、伊勢国三重郡（現在の三重県四日市市）出身で宮城野部屋に所属した力士。本名は宮城野 馬五郎（旧姓近藤）。4代宮城野。身長体重不明。最高位は東小結。

## 略歴
1844年1月に宮城野部屋に入門し、一時は八戸藩の抱えになるほどに期待をされた。しかしなかなか番付が上がらず、入幕を果たしたのは1858年11月で既に数え33歳であった。師匠の元の四股名の荒馬大五郎を名乗り幕内を務めたが、引き分け・預かりが多く番付は小康状態であった。1866年に二枚鑑札となり、その後1868年7月に数え43歳で小結に昇進している。1869年4月限りに力士を引退。親方稼業に専念した。

## 成績
- 番付在位場所数：49場所
- 通算成績：56勝71敗74休36分1預1無勝負(二段目10枚目以上)
- 幕内在位：22場所
- 幕内成績：42勝56敗75休31分1預1無勝負

### 場所別成績
| 1844年 | x                       | 西序ノ口17枚目 –       |
| 1845年 | 西序ノ口4枚目 –         | 西序ノ口5枚目 –        |
| 1846年 | 西序ノ口5枚目 –         | 西序二段26枚目 –       |
| 1847年 | 西序二段20枚目 –        | 西序二段13枚目 –       |
| 1848年 | 西序二段5枚目 –         | 西三段目39枚目 –       |
| 1849年 | 西三段目26枚目 –        | 西三段目20枚目 –       |
| 1850年 | 西三段目18枚目 –        | 西三段目14枚目 –       |
| 1851年 | 西三段目12枚目 –        | 西三段目4枚目 –        |
| 1852年 | 西幕下47枚目 –          | 西幕下42枚目 –         |
| 1853年 | 西幕下44枚目 –          | 西幕下41枚目 –         |
| 1854年 | 西幕下34枚目 –          | 西幕下20枚目 –         |
| 1855年 | 西幕下13枚目 – 興行中止 | x                      |
| 1856年 | 西幕下13枚目 –          | 西幕下6枚目 6–3        |
| 1857年 | 西幕下4枚目 2–5 1分     | 西幕下3枚目 3–5 1分    |
| 1858年 | 西幕下2枚目 3–2 3分     | 西前頭8枚目 – 興行中止 |
| 1859年 | 東前頭6枚目 3–5–1 1分   | 西前頭6枚目 3–4–2 1分  |
| 1860年 | 西前頭6枚目 2–3–2 3分   | 西前頭4枚目 2–3–2      |
| 1861年 | 西前頭5枚目 2–3–4 1分   | 西前頭4枚目 1–3–2 4分  |
| 1862年 | 西前頭4枚目 1–3–2 4分   | 西前頭3枚目 0–0–10     |
| 1863年 | 西前頭3枚目 4–2–2 2分   | 西前頭3枚目 4–4 1分    |
| 1864年 | 西前頭3枚目 0–0–10      | 西前頭3枚目 5–4 1分    |
| 1865年 | 西前頭3枚目 1–1–7 1無   | 東前頭2枚目 2–6 1分    |
| 1866年 | 東前頭2枚目 0–0–10      | 東前頭筆頭 3–4–1 2分   |
| 1867年 | 東前頭筆頭 3–3–3 1分    | 東前頭筆頭 1–4–1 4分   |
| 1868年 （明治元年） | 東小結 1–2–2 4分1預     | 東前頭2枚目 4–2–2 2分  |
| 1869年 （明治2年） | 東前頭筆頭 引退 0–0–10  | x                      |
| 各欄の数字は、「勝ち-負け-休場」を示す。 優勝 引退 休場 十両 幕下 三賞：敢=敢闘賞、殊=殊勲賞、技=技能賞 その他：★=金星 番付階級：幕内 - 十両 - 幕下 - 三段目 - 序二段 - 序ノ口 幕内序列：横綱 - 大関 - 関脇 - 小結 - 前頭（「#数字」は各位内の序列） |                         |                        |

- 当時は十両の地位が存在せず、幕内のすぐ下が幕下であった。番付表の上から二段目であるため、現代ではこの当時の幕下は、十両創設後現代までの十両・幕下と区別して二段目とも呼ぶ。
- 二段目11枚目以下の地位は小島貞二コレクションの番付実物画像による。

## 改名歴
- 鬼石 大五郎 - 1844年1月場所 - 1846年3月場所
- 時津風 浪吉 - 1846年11月場所 - 1849年3月場所
- 大蛇潟 浪五郎 - 1849年11月場所 - 1856年11月場所
- 荒馬 大五郎 - 1857年1月場所 - 1866年3月場所
- 宮城野 馬五郎 - 1866年11月場所 - 1869年4月場所

## 備考
- 三段目時代に大蛇潟浪五郎を名乗ったが、のちの7代錦島の現役時代の四股名も「大蛇潟」（下の名前は「大五郎」）である。これは錦島が当初は宮城野部屋所属で宮城野馬五郎の弟子であることから。
- 二枚鑑札となる前は、師匠の2代宮城野の現役時代の四股名、荒馬大五郎を名乗ったが、親方となったのちに娘と境川部屋の四海波静太夫が婚姻したことにより、四海波に「荒馬大五郎」を名乗らせている（のちに離縁し、四海波は荒馬大五郎を返上）。
- 元治2年(1865年)2月場所3日目の対千年川龍藏戦で、現代の大相撲に繋がる江戸勧進相撲における史上最後の無勝負を記録している。
- 二枚鑑札、親方としての名乗りは宮城野馬五郎であるが、師匠の2代宮城野も現役時代に二枚鑑札となり、その名乗りが「宮城野馬五郎」であった。また5代宮城野の大関・鳳凰馬五郎も二枚鑑札となり、名乗りを「宮城野馬五郎」に改めている。元の諱が馬五郎であるのは、4代のみである。